# Ducula myristicivora
Pombo-imperial-das-especiarias ou pombo-imperial-de-barriga-malva (Ducula myristicivora) é uma espécie de ave da família Columbidae.
É endémica da Indonésia.
Os seus habitats naturais são: florestas subtropicais ou tropicais húmidas de baixa altitude e florestas de mangal tropicais ou subtropicais.